# Cloches de Notre-Dame de Paris
Les dix cloches de Notre-Dame de Paris forment l'harmonieuse sonnerie (ou carillon) contemporaine de la cathédrale Notre-Dame de Paris. Celle-ci comprend le grand bourdon «Emmanuel », trésor du patrimoine français et inscrit aux Monuments Historiques, accompagné depuis 2013, de neuf nouvelles cloches. Ce carillon a beaucoup évolué au fil du temps, et son histoire peut être divisée en trois périodes distinctes : la disposition médiévale, la disposition moderne et la disposition contemporaine.

## Historique

### Carillon du Moyen Âge à la Révolution française (vers 1120-1789)
Les plus anciennes cloches connues de la cathédrale qui ont été recensées entre le XIIIe et le XIVe siècle sont les suivantes, « Marie » (l'ancien bourdon), « Gilbert », « Guillaume », « Pasquier », « Chambellan », « Louis », « Nicolas » et « Luc », toutes logèrent dans la tour Nord (Tour de gauche face à la cathédrale) qui fut commencée dans les années 1210. L'historien Dany Sandron avance l'hypothèse que l'une d'entre elles, « Gilbert », aurait été fondue à l'époque de Gilbert, évêque de la cathédrale primitive Saint-Étienne de Paris, entre 1116 et 1123. Lors de la pose de la première pierre de la cathédrale actuelle en 1163, des cloches existaient déjà et toutes ont pu accompagner la nouvelle venue dans les premiers temps de son existence. Le tout premier registre des cloches fut dressé en 1198 par Eudes de Sully, successeur de Maurice. La plus ancienne cloche dont on ait retrouvé la trace est celle qui fut donnée en 1230 par Guillaume d'Auvergne, évêque de Paris de 1228 à 1249. En 1311, la tour Nord contient déjà huit cloches.
La première flèche, achevée à une date incertaine, contint un carillon indépendant de sept cloches. On put y trouver « la Pugnaise » (dérivé du latin pugnare signifiant battre) servant à indiquer le moment où il fallut mettre les cloches de la tour en branle, ou encore « la Clopette », celle des chanoines de la cathédrale. Ce carillon de la flèche fut utilisé en combinaison avec les cloches des tours mais aussi des édifices environnant la cathédrale tels que le cloître Notre-Dame, le palais épiscopal de Paris, l'église Saint-Denis-du-Pas, l'église Saint-Christophe (toutes deux détruites respectivement en 1813 et 1747) ou encore l'Hôtel-Dieu.
En 1400, le Trésorier de France et conseiller du roi Charles VI, Jean de Montagu (dont le frère Gérard devint évêque de Paris) offrit le bourdon « Jacqueline », en l'honneur du prénom de sa femme Jacqueline de La Grange, à la cathédrale Notre-Dame de Paris. Elle fut possiblement la première cloche à avoir été installée dans le beffroi tout neuf de la tour Sud (construit entre 1403 et 1407) du fait de l'impossibilité de la suspendre dans la tour Nord, certaines cloches de la tour voisine la rejoignirent temporairement à partir de 1414. « Jacqueline » fut refondue à plusieurs reprises dont une fois en 1430 par le fondeur Guillaume Sifflet,. Le bourdon « Marie » datant de 1378 connut lui aussi plusieurs refontes jusqu'en 1472. « Jean » apparut à la fin du XVe siècle.

Thibaut de Vitry, conseiller du Parlement de Paris, donna une cloche portant son nom en 1453 ; le chanoine Jean Hue fit de même en 1472 avec la cloche dédiée à un saint archange, « Gabriel », qui fut refondue plus tard en 1641. Cette même année, la cloche médiévale « Gilbert » fut fondue et le métal récupéré du recyclage permit de recouler le dernier exemplaire historique de l'ancienne « Marie », « Gabriel » devint la troisième plus grosse cloche de la cathédrale. En 1551, le carillon de la flèche fut recoulé, à cette occasion, les noms de ces cloches ont été enregistrés : il s'agit de « Catherine », « Anne », « Barbe » (le prénom a donné Barbara) et « Magdelaine », la cinquième n'est malheureusement pas nommée; les deux cloches médiévales sont toujours en place, on en est toujours à sept en 1612 ; en 1763, une en fut ôtée.

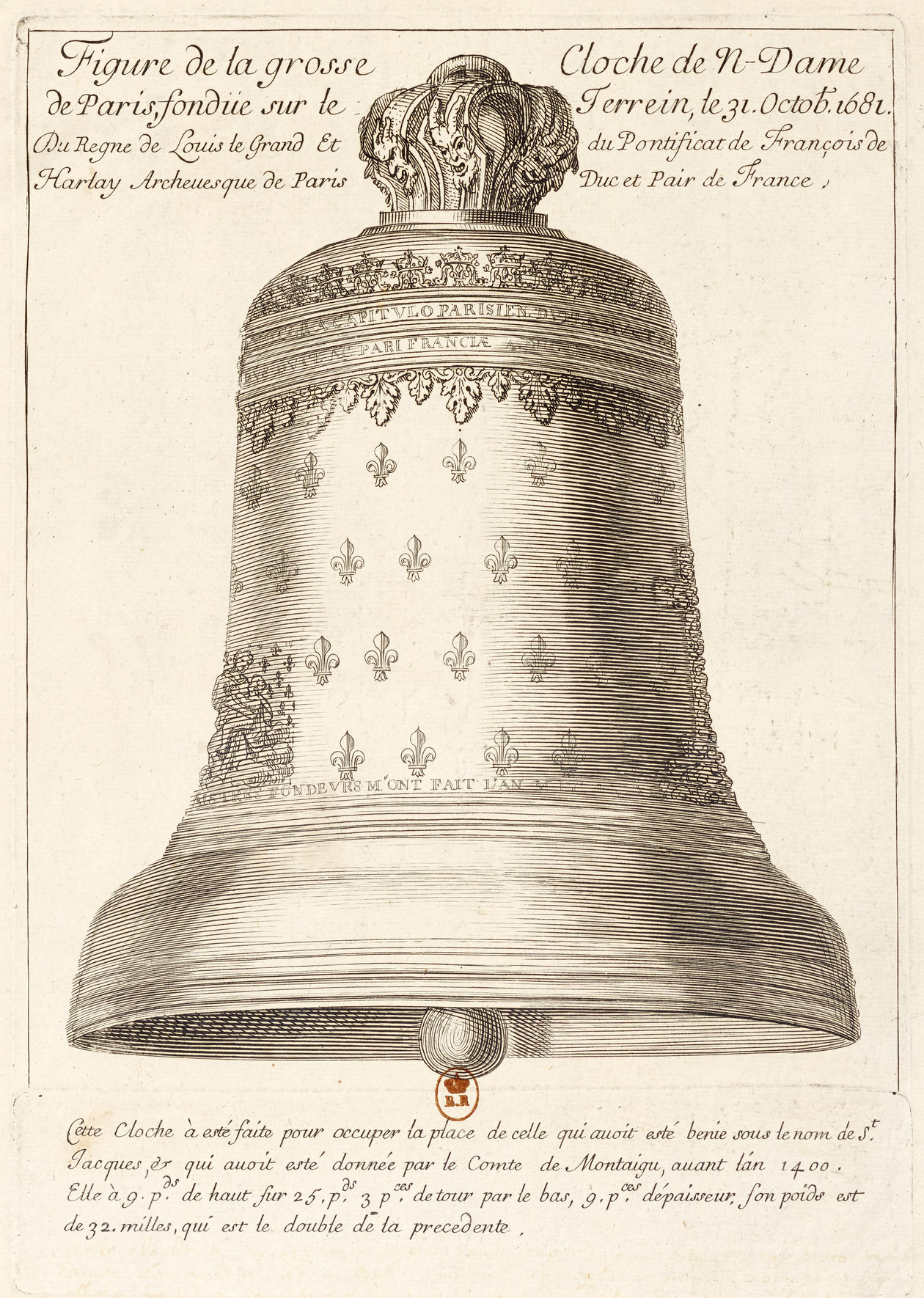
Emmanuel en 1681.

Quand le bourdon « Jacqueline » se fêla au cours de l'année 1680, le chapitre des chanoines décida de le retirer du beffroi, de le fondre puis d'en couler un nouveau faisant le double de son poids. Il fut également décidé de renommer la cloche en l'honneur d'un chapelain ayant participé au financement du projet (« Emmanuel »). Une première tentative fut ébauchée par Frère Jean Thibault, cordelier, cela fut un échec et le résultat ne fut ni concluant ni monté au beffroi. Alors l'année suivante, on fit appel à quatre maîtres-fondeurs pour cet énorme travail : Nicolas Chapelle, Jean Gillot, François Moreau et Florentin Le Guay, le second bourdon fut coulé le 31 octobre 1681 à l'actuel emplacement du Mémorial des martyrs de la déportation et sonna pour la première fois le 20 novembre suivant. La cérémonie de sa bénédiction fut officiée par François Harlay de Champvallon, évêque de Paris, duc et pair de France, le 29 avril 1682. À la suite de l'invitation des chanoines, le roi Louis XIV et son épouse Marie-Thérèse d'Espagne acceptèrent de le parrainer. Il fallut enlever le trumeau de la porte d'entrée de la cathédrale pour faire rentrer la cloche massive au sein de l'édifice, on put la suspendre à côté de « Marie », le 14 juillet. Malgré toutes ces titanesques opérations, le présent bourdon ne s'accorda malencontreusement pas avec ses colocataires, de par la mauvaise qualité de son métal, le conseil des chanoines demanda alors de recréer un nouveau bourdon, ce qui n'a guère dut plaire aux ouvriers puisque l'issue de ce problème fut réglée par le Parlement de Paris. La troisième et actuelle version du bourdon « Emmanuel-Louise-Thérèse » a été coulée puis accrochée dans la tour Sud en 1686 et continue sa mission encore aujourd'hui. Sa première sonnerie fut un grand glas en l'honneur de sa défunte marraine, en effet Marie-Thérèse ayant déjà rejoint le Ciel, le 30 juillet 1683[réf. nécessaire].
Jusqu'à la Révolution Française, toutes les cloches de la tour Nord connurent une refonte et certaines d'entre elles furent soit rebaptisées soit remplacées, comme « Claude » qui apparut en 1711 pour remplacer « Louis ». En 1766, Messieurs Jean-Bernard de Vienne et François-Guillot de Monjoie, chanoines et intendants du conseil de fabrique de l'Église de Paris, firent fabriquer un mécanisme d'horloge qu'on installa dans un cabinet vitré construit en porte-à-faux sous la rose Nord, à la hauteur de la galerie de la rose, il fut déménagé ensuite sur la voûte. On ajouta la plus petite cloche « Françoise » en 1769, grâce au don de François-Guillot de Monjoie, chanoine et intendant de la fabrique de l'Église de Paris. Avec cette horloge, trois cloches furent coulées par maître Michel-Philippe Desprez, fondeur et pompier des Bâtiments du Roi ; elles furent installées dans une tourelle surplombant la Porte Rouge. L'horloge et ces cloches-ci, non impactées par les tourments révolutionnaires, furent déménagés entre 1812 et 1813 dans la tour Nord, en dessous du beffroi.
En 1791, la cathédrale perd l'ensemble des neuf cloches historiques (en réalité très jeunes car toutes refondues à quelques années près, à l'exception du petit bourdon) qui sont cassées et fondues. Le bourdon « Emmanuel », bien que démantelé, ne fut pas détruit car trop épais et fut replacé dans son beffroi le jour de Pâques 1802.
| Nom                                | Année de coulée  | Année de destruction | Fondeur           | Masse (en kilogrammes) | Diamètre (en centimètres) | Note et son     | Tour                    |
| ---------------------------------- | ---------------- | -------------------- | ----------------- | ---------------------- | ------------------------- | --------------- | ----------------------- |
| «Emmanuel»                         | 1686             | Toujours en service  | Florentin Le Guay | 13 320                 | 262                       | fa 2            | Sud                     |
| «Marie»                            | 1er octobre 1472 | 1791-1792            | ?                 | 11 258                 | 240                       | sol 2           | Sud                     |
| «Gabriel»                          | Août 1641        | 1791-1792            | ?                 | 4 332                  | 189                       | la 2            | Nord                    |
| «Guillaume»                        | Juillet 1770     | 1791-1792            | ?                 | 3 524                  | 171                       | si 2            | Nord                    |
| «Pasquier»                         | 1765             | 1791-1792            | ?                 | 2 643                  | 155                       | do 3            | Nord                    |
| «Thibault»                         | 1764             | 1791-1792            | ?                 | 2 048                  | 141                       | ré 3            | Nord                    |
| «Jean»                             | Octobre 1769     | 1791-1792            | ?                 | 1 530                  | 126                       | mi 3            | Nord                    |
| «Claude»                           | Mai 1714         | 1791-1792            | ?                 | 979                    | 113                       | fa 3            | Nord                    |
| «Nicolas»                          | Mai 1714         | 1791-1792            | ?                 | 744                    | 95                        | sol 3           | Nord                    |
| François                           | Juillet 1769     | 1791-1792            | ?                 | 587                    | 99,7                      | la 3            | Nord                    |
| «Catherine»                        | 1551             | 1791-1792            | ?                 | 255                    | 70,5                      | si 3            | Flèche                  |
| «Madelaine»                        | 1551             | 1791-1792            | ?                 | 210,5                  | 59                        | do 4            | Flèche                  |
| «Cloche du Chapitre»               | 1551             | 1791-1792            | ?                 | 150                    | 57                        | do 4 / ré 4     | Flèche                  |
| «Barbe»                            | 1551             | 1791-1792            | ?                 | 147                    | 51,5                      | ré 4            | Flèche                  |
| «Anne»                             | 1551             | 1791-1792            | ?                 | 93                     | ?                         | mi 4            | Flèche                  |
| «La Pugnèse»                       | ?                | 1791-1792            | ?                 | 25                     | ?                         | do 5            | Flèche                  |
| «La Clopette», Dite cloche en bois | 1283             | 1791-1792            | ?                 | ?                      | ?                         | Planche de bois | Flèche                  |
| Cloche A de l'horloge              | 1766             | 1856                 | ?                 | 1 905                  | ?                         | do 3            | Transept Nord (combles) |
| Cloche B de l'horloge              | 1766             | 1856                 | ?                 | 566                    | ?                         | sol 3           | Transept Nord (combles) |
| Cloche C de l'horloge              | 1766             | 1856                 | ?                 | 412                    | ?                         | la 3            | Transept Nord (combles) |

### Après les restaurations duXIXesiècle(1856-2012)
Notre-Dame retrouva quelques cordes vocales à la suite de deux évènements :
- l'engouement pour le monument que suscita le roman de Victor Hugo, [Notre-Dame de Paris], la cathédrale naît dans le roman national, l'âme française[7]
- l'architecte Eugène Viollet-le-Duc qui entreprit de profondes restaurations de l'édifice jusqu'à la fin des années 1850. Quatre cloches offertes par Napoléon III et coulées par la fonderie Guillaume-Besson d'Angers formèrent le nouveau carillon post-révolutionnaire, malgré une qualité insatisfaisante, on les laissa continuer les fonctions sacrées jusqu'en 2012[8], celles-ci furent placées en haut du beffroi de la tour Nord et sonnèrent pour la première, le 14 juin. Le nom des cloches a pour origine les prénoms des marraines de celles-ci, retenues parmi les parentes des derniers archevêques de Paris[9]. Les trois cloches de l'horloge datant de 1766 furent temporairement démontées pour remettre le beffroi en état, elles quittèrent définitivement la cathédrale en 1856.Cloche de Chersonèse

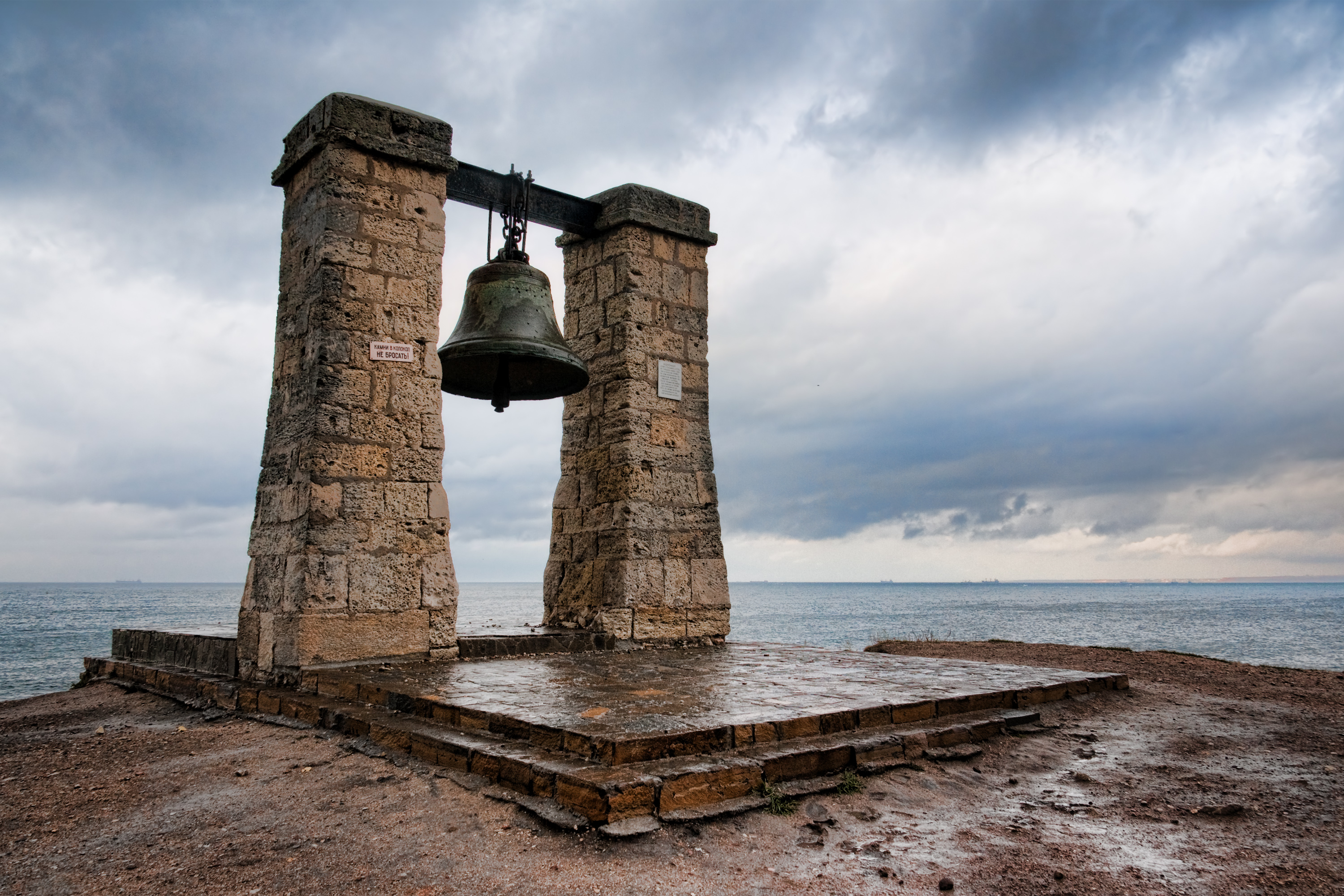
Cloche de Chersonèse

Fabriquées par l'entreprise Dubuisson-Gallois en 1864 et 1867, deux triplettes de cloches rejoignirent la cathédrale, trois dans la nouvelle flèche de Viollet-Le-Duc et trois autres dans les combles, au-dessus de la croisée du transept. Elles ont été détruites par l'incendie de 2019.
En 1857, une cloche prise par les Français durant la guerre de Crimée fut ajoutée au carillon de la cathédrale, il s'agit de la cloche de Sébastopol. Elle a été cependant rendue aux Russes dans le cadre d'un rapprochement diplomatique, ceux-ci l'ont monté au-dessus des ruines d'une antique ville grecque, Chersonesos.
| Nom                                         | Année de coulée | Année de fin de service   | Fondeur                             | Masse (en kilogrammes) | Diamètre (en centimètres) | Note et son | Tour    | Illustration |
| ------------------------------------------- | --------------- | ------------------------- | ----------------------------------- | ---------------------- | ------------------------- | ----------- | ------- | ------------ |
| Emmanuel (Emmanuel-Marie-Thérèse)           | 1686            | Toujours en service       | Florentin Le Guay                   | 13 320                 | 262                       | fa 2        | Sud     |              |
| Cloche de Chersonesos                       | 1778            | 1913                      | À partir de canons turcs            | 5 749                  | ?                         | la 2        | ?       |              |
| Angélique-Françoise                         | 1856            | 2012                      | ?                                   | 1 915                  | 146                       | do 3        | Nord    |              |
| Antoinette-Charlotte                        | 1856            | 2012                      | ?                                   | 1 335                  | 125                       | ré 3        | Nord    |              |
| Hyacinthe-Jeanne                            | 1856            | 2012                      | ?                                   | 925                    | 111                       | mi 3        | Nord    |              |
| Denise-David                                | 1856            | 2012                      | ?                                   | 767                    | 105                       | fa 3        | Nord    |              |
| Cloche A                                    | 1864            | Incendie du 15 avril 2019 | Dubuisson-Gallois - Collin Horloger | 450                    | 91,5                      | sol 3       | Flèche  |              |
| Cloche B                                    | 1864            | Incendie du 15 avril 2019 | Dubuisson-Gallois - Collin Horloger | 250                    | 74,5                      | si 3        | Flèche  |              |
| Cloche C Cloche du Chapitre Baptisé en 2013 | 1864            | Incendie du 15 avril 2019 | Dubuisson-Gallois - Collin Horloger | 130                    | 63,5                      | ré 4        | Flèche  |              |
| Cloche A                                    | 1867            | Incendie du 15 avril 2019 | Dubuisson-Gallois                   | 38                     | 40                        | la 4        | Combles |              |
| Cloche B                                    | 1867            | Incendie du 15 avril 2019 | Dubuisson-Gallois                   | 25                     | 34,5                      | do 5        | Combles |              |
| Cloche C                                    | 1867            | Incendie du 15 avril 2019 | Dubuisson-Gallois                   | 20                     | 31                        | ré 5        | Combles |              |

### L'horloge Collin

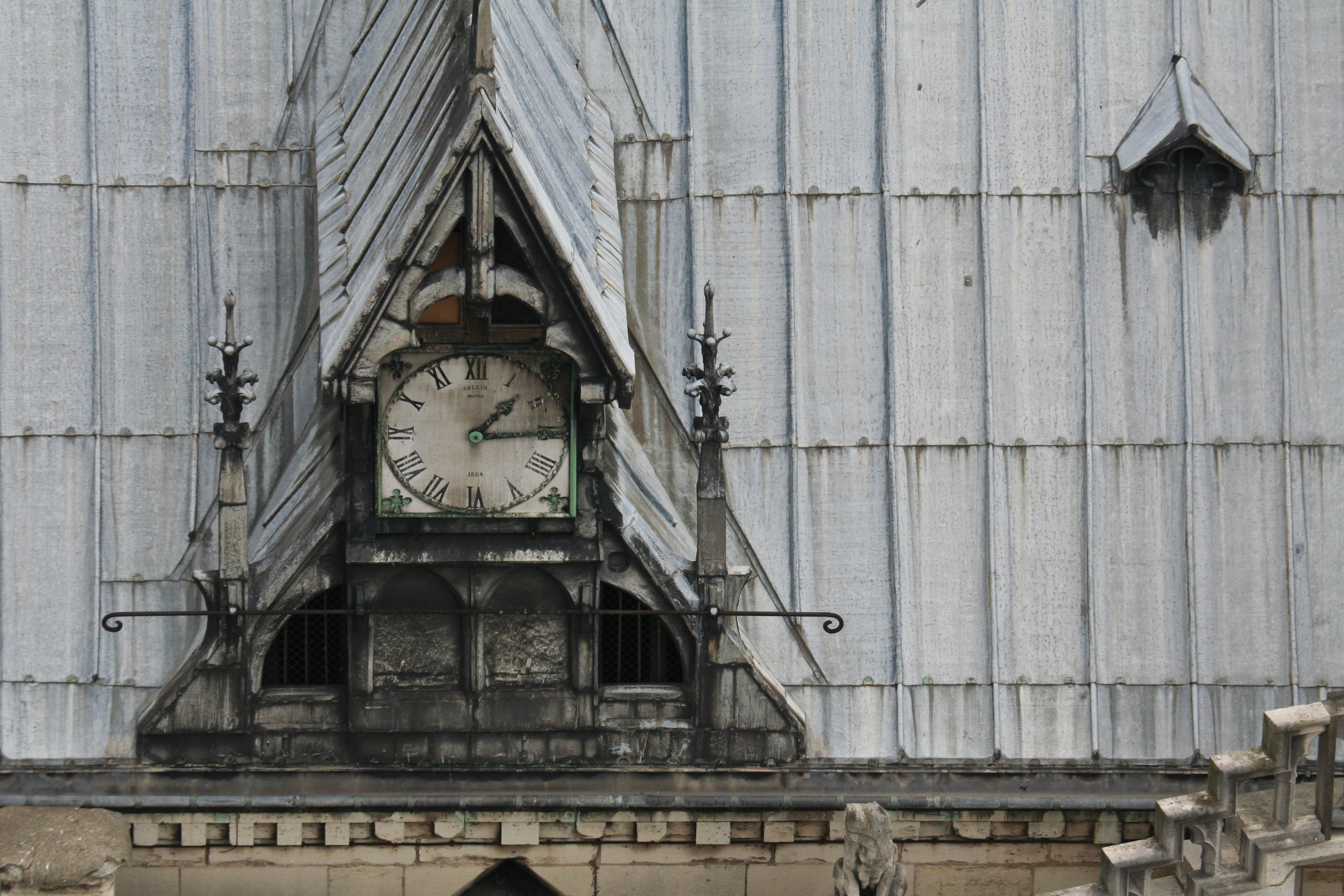
Un des quatre cadrants de l'horloge en 2009.

L'horloge Collin de Notre-Dame de Paris a été installée par la maison Collin-Wagner en 1867, à l’occasion des travaux de restauration de la cathédrale dirigés par Viollet Le Duc. L'horloger Armand-François Collin est le successeur de Bernard Henri Wagner,. Horloge à trois corps de rouages, elle sonnait les quarts et les heures sur des cloches se trouvant dans la flèche de la cathédrale et aussi au niveau de l'oculus de la croisée du transept.
Les cloches et l'horloge ont été détruites par l'incendie de Notre-Dame en 2019. Selon Benjamin Mouton, architecte en chef des monuments historiques, cette installation devait être « provisoire »,.

### Neuf nouvelles cloches en 2013
C'est en 2011 que le recteur-archiprêtre de la cathédrale de l'époque, Patrick Jacquin a décidé de remplacer les quatre cloches du XIXe siècle par de nouvelles en l'honneur du 850e anniversaire de la cathédrale Notre-Dame de Paris, en 2013. Il présenta le projet de restaurer l'entièreté de la sonnerie historique telle qu'elle fut du Moyen Âge jusqu'à la Révolution française. Environ deux millions d'euros ont été récoltés par des donations privées pour concrétiser ce projet, et Régis Singer, campanologiste du ministère de la Culture a été chargé d'entreprendre un travail de recherches afin de recouper toutes les informations nécessaires et de pouvoir recréer les mélodies d'antan de la cathédrale.
L'ensemble campanaire de Notre-Dame de Paris est composé, à partir de 2013, de dix cloches : Un nouveau petit bourdon Marie a rejoint le bourdon Emmanuel dans la tour sud de Notre-Dame et huit nouvelles cloches sont installées dans la tour nord (en remplacement des quatre cloches initiales).
Les neuf nouvelles cloches ont été parrainées par des personnalités sollicitées par le cardinal André Vingt-Trois, archevêque de Paris, à savoir : Marie avec María Teresa Mestre, Grande-Duchesse de Luxembourg; Gabriel avec Gabriel de Broglie; Anne-Geneviève avec Geneviève Mulliez; Denis avec Denis Tillinac; Marcel avec Marcel Pérès; Étienne avec le chanoine Étienne de Mesmay, Benoît-Joseph avec le pape Benoît XVI; Maurice avec Étienne Ricaud, père abbé de l’abbaye de Saint-Benoît-sur-Loire où fut formé l'évêque Maurice de Sully; Jean-Marie avec Jean-Marie Duthilleul,
Les cloches sont en bronze (78 % de cuivre et 22 % d'étain) issues de la fonderie Cornille-Havard à Villedieu-les-Poêles en Normandie pour huit cloches et de la manufacture Royal Eijsbouts aux Pays-Bas pour le bourdon Marie. Virginie Bassetti, sculptrice campanaire, a réalisé les motifs des cloches. La note émise par une cloche dépend du diamètre de celle-ci, par rapport à son épaisseur. Ainsi Gabriel sonne le la; Anne-Geneviève sonne un si ; Denis sonne un do ; Marcel sonne un ré ; Étienne sonne un fa ; Benoît-Joseph sonne un fa ; Maurice sonne un sol et enfin, Jean-Marie sonne un la. Ces cloches ont ainsi été conçues pour former une gamme majeure sur la base du bourdon Emmanuel qui sonne un fa# 2.
Pour la mise en place des cloches dans les tours, à une hauteur 54 mètres, il est utilisé un passage par des oculi existants dans les voûtes et planchers, très étroits et bouchés par une simple trappe,,.
| Numéro       | Nom                               | Année              | Fondeur                                | Masse (en kilogrammes) | Diamètre (en centimètres)                 | Note et son        | Tour               | Illustration       |
| ------------ | --------------------------------- | ------------------ | -------------------------------------- | ---------------------- | ----------------------------------------- | ------------------ | ------------------ | ------------------ |
| 1            | Emmanuel (Emmanuel-Marie-Thérèse) | 1686               | Florentin Le Guay                      | 13 271                 | 262                                       | fa 2               | Sud                |                    |
| 2            | Marie                             | 2012               | la manufacture Royal Eijsbouts         | 6 023                  | 206,5                                     | sol 2              | Sud                |                    |
| 3            | Gabriel                           | 2012               | Cornille-Havard                        | 4 162                  | 182,8                                     | la 2               | Nord               |                    |
| 4            | Anne-Geneviève                    | 2012               | Cornille-Havard                        | 3 477                  | 172,5                                     | si 2               | Nord               |                    |
| 5            | Denis                             | 2012               | Cornille-Havard                        | 2 502                  | 153,6                                     | do 3               | Nord               |                    |
| 6            | Marcel                            | 2012               | Cornille-Havard                        | 1 925                  | 139,3                                     | ré 3               | Nord               |                    |
| 7            | Étienne                           | 2012               | Cornille-Havard                        | 1 494                  | 126,7                                     | mi 3               | Nord               |                    |
| 8            | Benoît-Joseph                     | 2012               | Cornille-Havard                        | 1 309                  | 120,7                                     | fa 3               | Nord               |                    |
| 9            | Maurice                           | 2012               | Cornille-Havard                        | 1 011                  | 109,7                                     | sol 3              | Nord               |                    |
| 10           | Jean-Marie                        | 2012               | Cornille-Havard                        | 782                    | 99,7                                      | la 3               | Nord               |                    |
| 11           | Paris 2024                        | 2024               | Cornille-Havard                        | 130                    | 60                                        | ré 4               | Triforium          |                    |
| 12           | Chiara                            | 2024               | Cornille-Havard                        | 80                     | 50                                        | fa 4               | Triforium          |                    |
| 13           | Carlo                             | 2024               | Cornille-Havard                        | 50                     | 44                                        | sol 4              | Triforium          |                    |
| 14           | La simandre Dite cloche en bois   | 2019               | Pascal Coudereau et Sylvain Treuillard | 80                     | 1,80 mètre de haut et 1,45 mètre de large | Planche de bois    | ?                  |                    |
| Masse totale | Masse totale                      | 35 485 kilogrammes | 35 485 kilogrammes                     | 35 485 kilogrammes     | 35 485 kilogrammes                        | 35 485 kilogrammes | 35 485 kilogrammes | 35 485 kilogrammes |

### Avenir des cloches duXIXesiècle

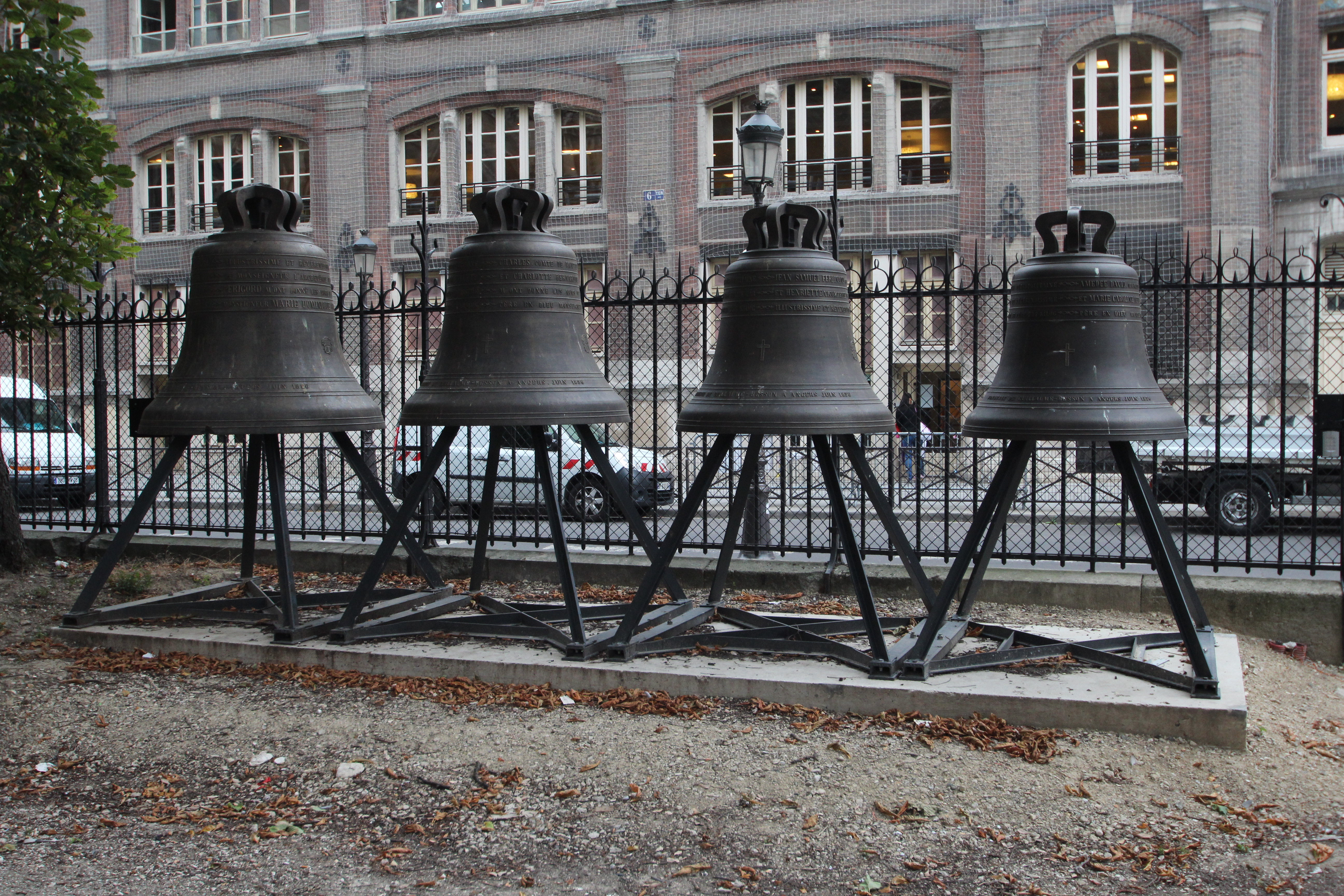
Les anciennes cloches exposées.

La nouvelle grande sonnerie de cloches a été installée en 2013. Les quatre cloches installées au XIXe siècle et qui se trouvaient jusqu’alors dans la tour nord ont été descendues en 2012. L'Institut de Sainte-Croix de Riaumont s'oppose alors à l'archevêché de Paris pour détenir les anciennes cloches. En 2016, à l'issue de 4 années de procédure, l'institut religieux ne demande plus qu'à être l'affectataire de deux d'entre elles, toutefois la partie adverse fait valoir l'irrecevabilité de cette nouvelle demande,.
Depuis 2014, les cloches sont exposées, à l’extérieur, niveau du chevet nord de la cathédrale. Elles sont visibles depuis la rue, en face du numéro 6 ter de la rue du Cloître-Notre-Dame.

### Incendie de 2019
Lors de l'incendie de Notre-Dame de Paris les 15 et 16 avril 2019, les cloches des tours nord et sud ne sont pas détruites mais n'étant plus électrifiées, elles ne fonctionnent plus. Toutefois les deux bourdons sonnent à plusieurs reprises, en étant actionnés manuellement, lors d'évènements importants. Par contre les huit cloches, bien que non détruites, ont du être déposées en 2023 afin de restaurer une partie du beffroi nord de la cathédrale, abritant les cloches ; une partie des poutres anciennes ont pu être réutilisées pour reconstruire les poutres des deux beffrois. De plus les huit cloches doivent être nettoyées de la poussière de plomb et deux d’entre elles dégradées par la chaleur de l'incendie doivent être remises en état. Ces travaux ont pris fin avant la réouverture de la cathédrale en décembre 2024.

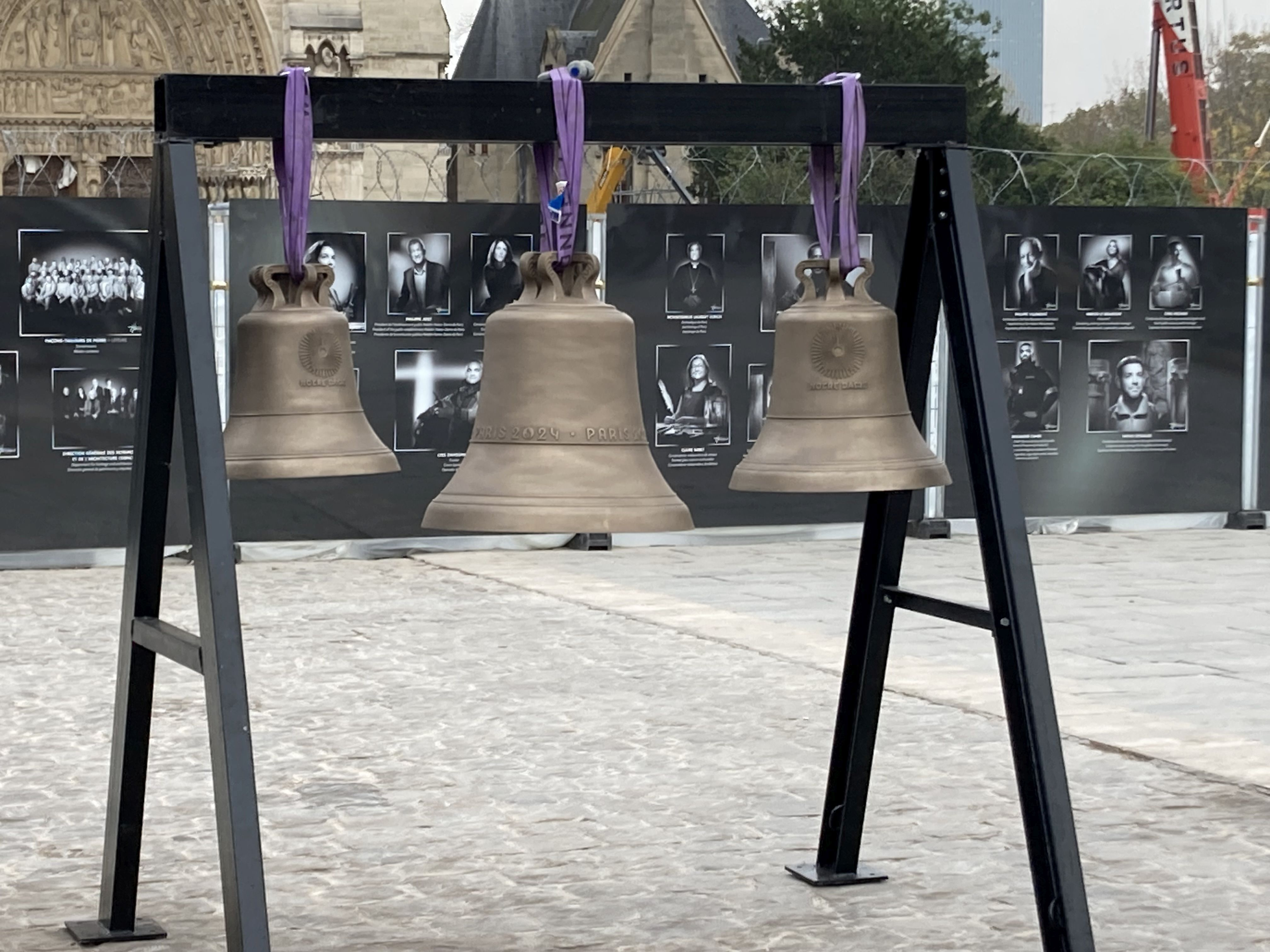
Cloches sur le parvis avant l'installation.Cloche olympique de Paris 2024 au Stade de France.

Le 12 septembre 2024, les huit cloches, restaurées par la fonderie Cornille-Havard à Villedieu-les-Poêles en Normandie, sont bénies par Olivier Ribadeau Dumas et remises en place. La cérémonie officielle de réouverture de la cathédrale a lieu le 7 décembre 2024 et l'ouverture au public le 8 décembre.

### Les cloches olympiques
À l'issue des Jeux olympiques et paralympiques de Paris 2024, la cloche du stade de France que font sonner les vainqueurs rejoint la cathédrale afin que « le son de la victoire olympique [soit] entendu dans la ville pour les décennies à venir »,. Elle sera accompagnée de ses 2 autres sœurs, "Chiara" en référence à Chiara Badano et "Carlos" en référence à Carlo Acutis, qui seront installés dans le triforium et sonneront pendant les messes de consécrations,.

## Dans la fiction

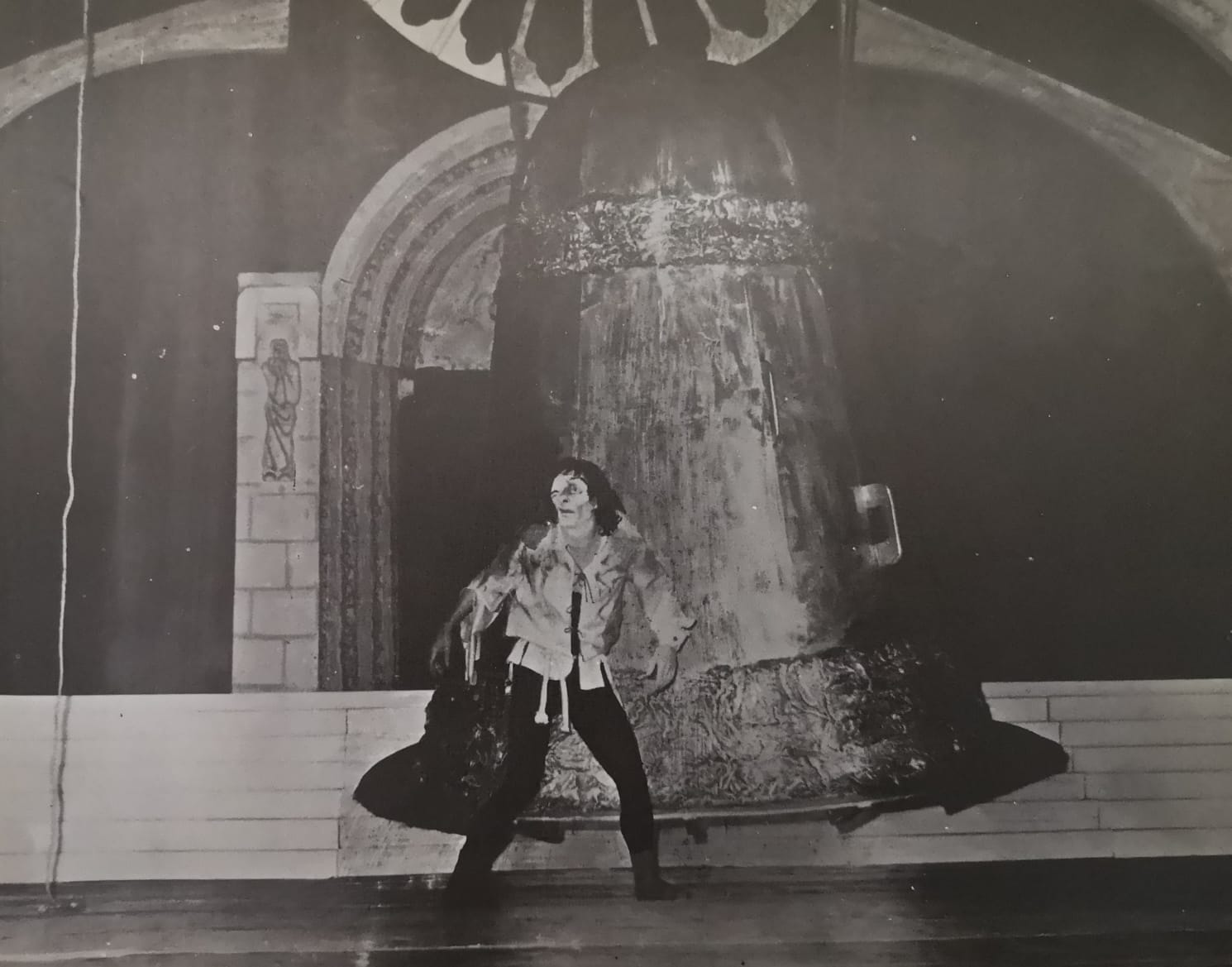

Les cloches de Notre-Dame de Paris sont évoquées dans la littérature par des auteurs comme François Villon, François Rabelais ou Victor Hugo.
- François Villon, dans un des poèmes de Testament, publié en 1461, demande ironiquement qu'on sonne le bourdon Jacqueline pour ses obsèques.
- Dans un roman de François Rabelais, en 1534, Gargantua va visiter Paris. Les Parisiens se moquent de sa taille ; il emporte les cloches de Notre-Dame pour les pendre à sa jument.
- Quasimodo est un des personnages de Notre-Dame de Paris, roman de Victor Hugo publié en 1831. Il est le sonneur des Cloches de Notre-Dame de Paris, ajoutant ainsi la surdité à ses autres infirmités. Une scène le présente avec les huit cloches de la tour nord : Gabriel, Guillaume, Pasquier, Thibault, Jean, Claude, Nicolas et Françoise[36].